# San Lorenzo (Santa Fe)

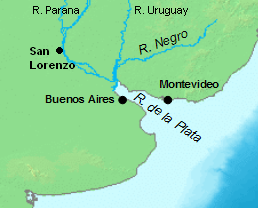
Situació de San Lorenzo a l'estuari del Riu de la Plata.

San Lorenzo és una ciutat situada a la zona sud de la província de Santa Fe, a l'Argentina, a 23 km al nord de la ciutat de Rosario; a la riba occidental del riu Paraná i a 147 km de la capital provincial. És la ciutat capçalera del departament de San Lorenzo, i té 46.239 habitants.
La fundació de San Lorenzo és de data incerta, però el Consell Municipal va decidir el 1984 fixar-la el 6 de maig de 1796, data en què els frares franciscans van arribar i van començar l'evangelització de la zona.
La ciutat és important històricament perquè als seus voltants s'hi va lliurar el combat de San Lorenzo el 3 de febrer de 1813, on els revolucionaris sota el comandament del llavors coronel José de San Martín i els seus granaders a cavall van derrotar les tropes reialistes lleials a la corona espanyola. El Convent de San Carlos Borromeo del segle xviii té un museu dedicat a aquesta batalla.

## Complex portuari de San Lorenzo

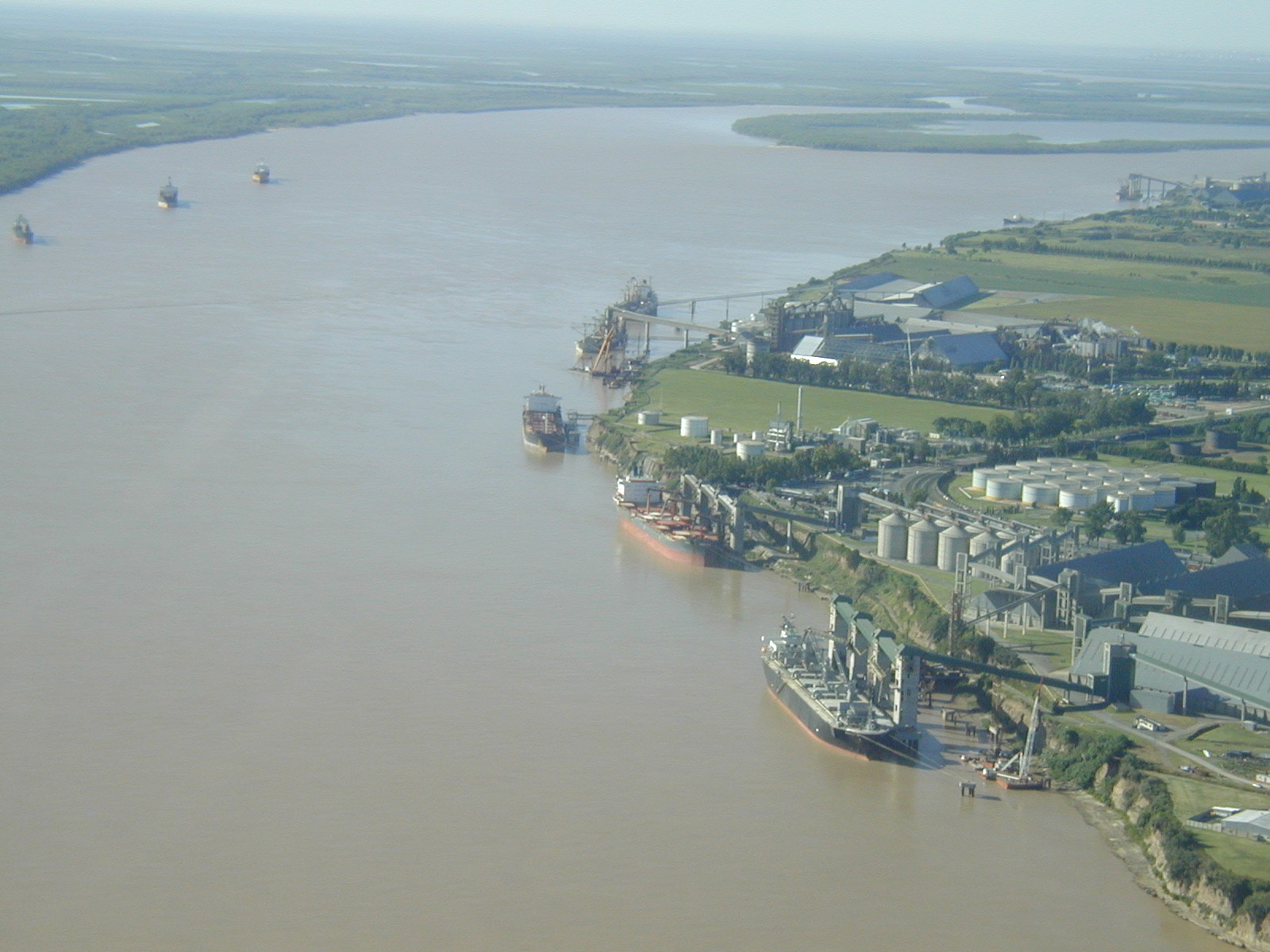
Terminals portuàries (Zona nord).

El Complex Portuari San Lorenzo - Port de San Martín, és un grup de terminals d'embarcament i de molls privats, per a cereals/subproductes, olis, combustibles, hidrocarburs, minerals, químics i petroquímics.
El complex és el pol exportador més important del país: en surt el 39,2% del total exportat per Argentina en grans+olis+subproductes oleaginosos el 1997. A les seves terminals arriba la producció cerealista d'un vast rerepaís del centre, litoral i nord-oest del país. A l'activitat cerealista del complex cal agregar-li l'activitat en treballs d'hidrocarburs i derivats, gas, químics, petroquímics i minerals.
Totes les seves terminals tenen instal·lacions i cintes de transferències apropiades per a l'operació amb camuses i barcasses; també les condicions naturals del riu Paraná a la zona aporta llocs propicis per operar, i que el complex portuari San Lorenzo - San Martín, és de moment l'últim sector del riu condicionat i mantingut per a la navegació de bucs de gran port, 32’ de calat.

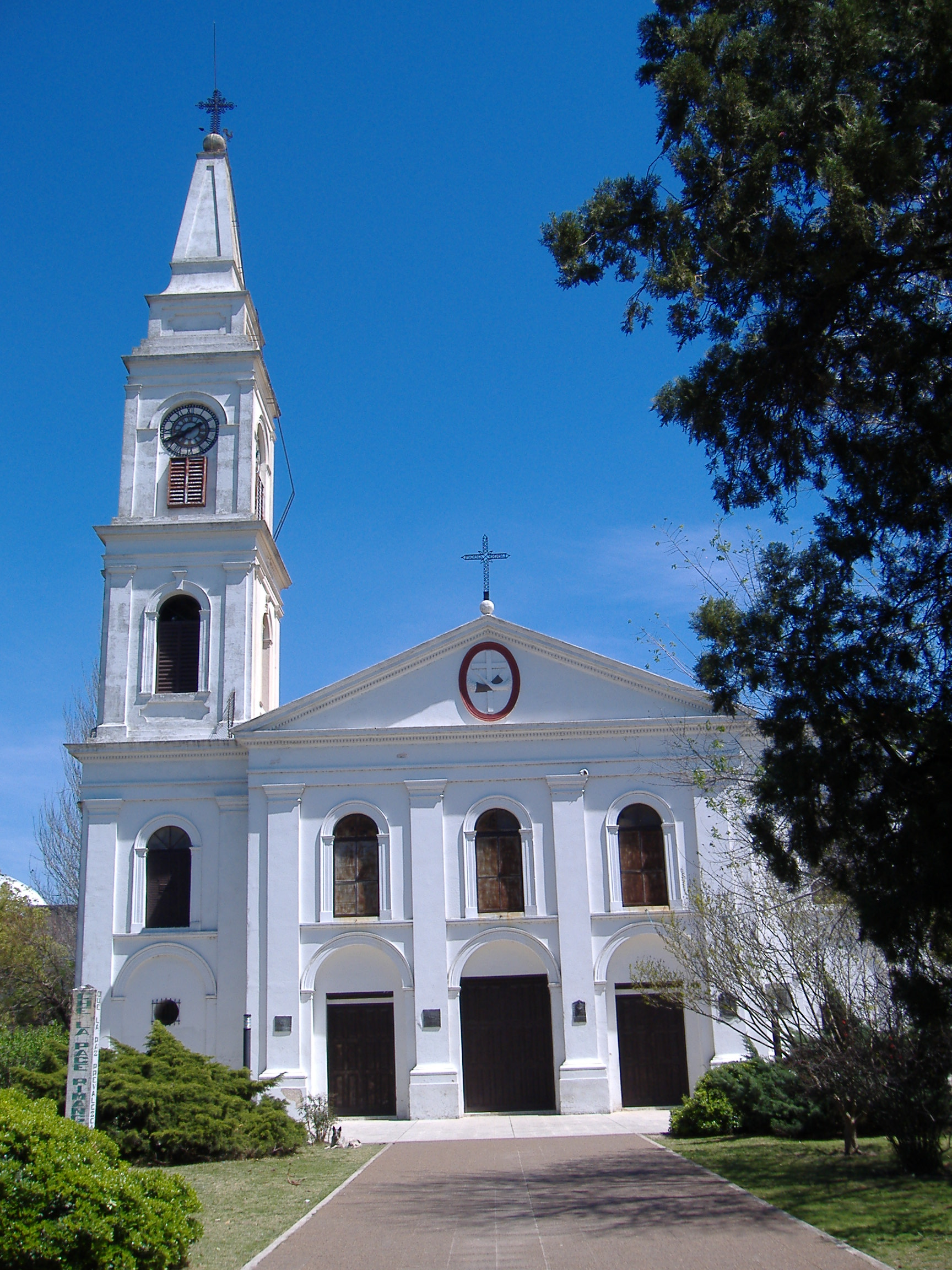
Convent de San Carlos.

### Port de San Lorenzo
Es troba dins del "Complex Portuari San Lorenzo - Port Gral. San Martín", que abasta la totalitat de les terminals d'embarcament i molls existents entre els km 435 i 459 del Paraná, que integren al seu torn la principal zona portuària del país, coneguda com a Up-River.
Les instal·lacions portuàries estan a càrrec de la Municipalitat homònima.
Hi ha una Delegació de l'AFIP. DGA (Administració Federal d'Ingressos Públics. Direcció general de Duana)
Estan presents les Cooperatives de Treballadors Portuaris de San Lorenzo i Pto. Gral. San Martín. Aquestes Cooperatives es basen en el règim de la Llei de Cooperatives Núm. 20337.

## Història
El 1720 la Companyia de Jesús va fundar una Estancia, denominada de San Miguel del Carcarañal, el casc del qual s'aixecava al marge dret del riu Carcarañá en jurisdicció de l'actual localitat d'Aldao i enfront d'Andí. Era un establiment ramader dependent del col·legi La Immaculada de Santa Fe, destinat a produir béns per al sosteniment del col·legi del qual depenia.

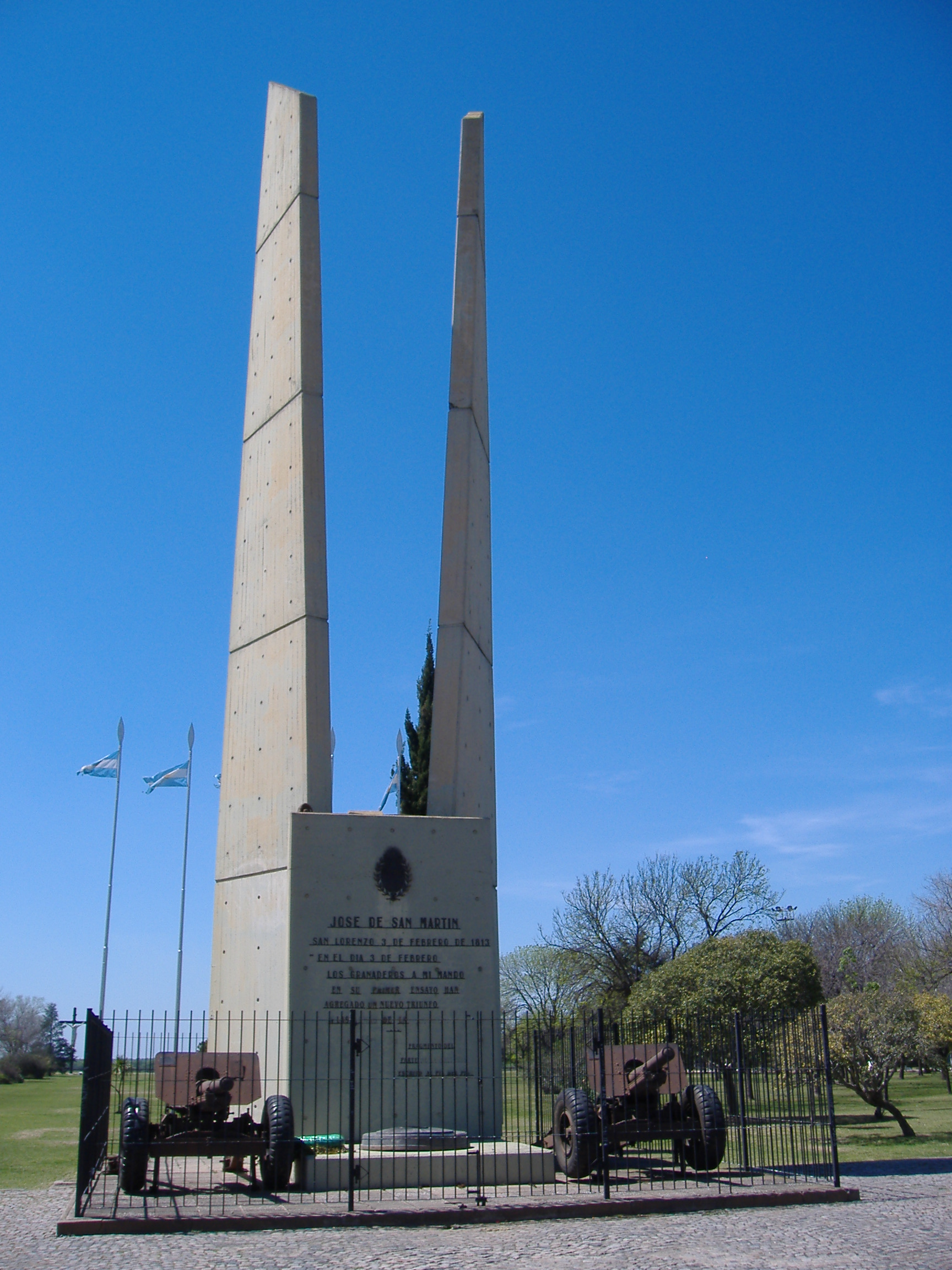
Camp de la Glòria.

Un dels llocs de l'estada es denominava de San Lorenzo i estava emplaçat en les rodalies de la desembocadura del rierol San Lorenzo. Uns pocs ranxos constituïen la població integrada per la família del masover i la d'altres peons i treballadors.
El 30 d'octubre de 1768, en compliment de la reial ordre d'estranyament dictada pel rei Carles III, l'ordre jesuítica és expulsada d'Espanya i de les seves colònies d'Amèrica. A causa d'aquest fet s'interromp la tasca evangelitzadora.
L'estancia San Miguel passa a jurisdicció de la Junta de temporalitats de Santa Fe, i el 1774 les terres són subhastades públicament. El regidor de Santa Fe, Francisco de Aldao, va ser un dels adquirents, repartint les terres entre els seus fills. Félix Aldao, fill del regidor, rep una llegua quadrada, on s'aixeca la ciutat de Sant Lorenzo.
L'1 de gener de 1780 la Capella San Miguel va passar a les mans d'un petit grup de franciscans que venien amb el propòsit de convertir el lloc en centre d'operacions per al seu apostolat.
A causa que l'estancia estava molt deteriorada, el 1790 els franciscans comencen a buscar un lloc més apte per viure i millor comunicat. Félix Aldao dona una extensió de terreny als frares. A partir d'aquest moment, amb l'autorització del Virrei Don Nicolás Antonio de Arredondo, comença la construcció.
El 6 de maig de 1796 es trasllada la comunitat franciscana al nou edifici, que avui és el claustre del Convent de San Carlos Borromeo. Enfront d'aquest, el 3 de febrer de 1813, va tenir lloc el Combat de San Lorenzo en el qual el General José de San Martín i el seu Regiment de Granaders a cavall, vencen a les tropes de l'Exèrcit Reialista a Amèrica. Temps després, aquest camp de batalla adquireix el nom de "Camp de la Glòria", avui pulmó verd de la ciutat.
El 25 de maig de 1965 es reemplaça l'anterior bust al Gral. Sant Martín per un monument amb estàtua, de cos sencer, de bronze patinat florentí, de 2,6 m, amb pedestal de maçoneria blanc de 2,5 m, a la plaça San Martín. L'autor va ser l'escultor rosarí Erminio Blotta (1892-1976), amb la coautoria de l'escultor rosarí Pedro Cresta (1912-1970); pel Decret 978/1965, intendència d'Héctor C. Curioni; i Ordenança 226/1965. Se'n van pagar 900.000 pesos.

## Persones il·lustres
- Javier Mascherano